# Rudolf Bartonek
Rudolf Bartonek, Rudolf Bartoneck (ur. 12 lipca 1911 w Grünbach, zm. 13 stycznia 1981 w Berlinie) – austriacki i niemiecki działacz komunistyczny, funkcjonariusz (ppłk.) Ministerstwa Bezpieczeństwa NRD.

## Życiorys
Urodził się w rodzinie górnika. Po ukończeniu szkoły ludowej pracował w kopalni, w 1928 wstąpił do KPA, której został aktywnym działaczem. W 1939 został aresztowany przez gestapo i następnie skazany na 15 lat więzienia, był więźniem obozów koncentracyjnych Börgermoor, Esterwegen i Zwickau. Po kapitulacji III Rzeszy został uwolniony, wstąpił do KPD i został funkcjonariuszem tej partii w Zwickau, od 1946 był działaczem SED i kierownikiem jej rejonowej organizacji w Zwickau, potem wykładowcą szkoły partyjnej w Hartenstein, od 1947 kierował Zarządem ds. Młodzieży Zwickau, a 1949-1950 był przewodniczącym miejskiej rady SED. W 1950 został przewodniczącym komitetu sportowego Saksonii, w 1951 został skierowany do ZSRR, gdzie w 1952 ukończył Wyższą Szkołę Partyjną przy KC WKP(b), po czym został sekretarzem rejonowego komitetu partyjnego w Zwickau. W 1952 rozpoczął pracę w organach Stasi, początkowo jako sekretarz organizacji partyjnej służby wywiadu polityki zagranicznej. Od 1953 do września 1955 kierował Wydziałem XV, od września do listopada 1955 był naczelnikiem szkoły tego wydziału, a od listopada 1955 do marca 1964 Szkoły Głównego Zarządu Wywiadowczego, 1964-1971 był zastępcą szefa Wydziału XII Stasi NRD. Od 1954 miał stopień podpułkownika. W 1976 został odznaczony Złotym Orderem Zasługi dla Ojczyzny.